# Proskurivka, Bobrîneț
Proskurivka (în ucraineană Проскурівка) este un sat în comuna Mîkolo-Babanka din raionul Bobrîneț, regiunea Kirovohrad, Ucraina.